# Lockheed Martin SR-72
Le Lockheed Martin SR-72 est un projet américain d'un avion militaire hypersonique de surveillance, de renseignement et de reconnaissance.
Cet avion sans pilote a pour objectif de voler jusqu’à Mach 6 et a pour objectif d'être le remplaçant direct du SR-71 Blackbird.

## Dans la culture populaire
Au début du film Top Gun: Maverick, le personnage principal est pilote d'essai sur une version pilotée de cet avion nommé le Darkstar, le projet est mis en péril par les nombreux avantages qu'offrent les drones.
Le SR-72 est également présent dans le simulateur de vol Microsoft Flight Simulator inclus dans le contenu téléchargeable additionnel centré sur l'univers de Top Gun.